# Római szerződés
A római szerződés vagy más néven EGK-szerződés Franciaország, az NSZK, Olaszország és a Benelux államok által 1957. március 25-én Rómában aláírt, és 1958. január 1-jén hatályba léptetett nemzetközi szerződés, amely létrehozta az Európai Gazdasági Közösséget.

## Teljes neve és hatályba lépése
- A szerződés eredeti neve Szerződés az Európai Gazdasági Közösség létrehozásáról. A maastrichti szerződés kivette a közösség és a szerződés nevéből a gazdasági jelzőt. Tehát a szerződés neve hivatalosan Szerződés az Európai Közösség létrehozásáról.
- Ugyanazon a napon egy másik szerződést is aláírtak, ez az Európai Atomenergia Közösséget (Euratom) hozta létre. A két szerződésre együttesen római szerződések néven szokás hivatkozni. Mindkettő 1958. január 1-jén lépett hatályba.

## A módosítások
Az eredeti szerződést többször is módosították későbbi megállapodások. A maastrichti szerződés 1993-as életbe lépése újabb lépés volt az európai integráció felé, ennek ellenére az Európai Unió intézményei döntéseinek többsége számára a római szerződés szolgáltatja a jogi alapot, ez maradt a közösségi jog legfőbb forrása.

## Az aláíró államok
- Belgium (Paul-Henri Spaak és J. Ch. Snoy et d’Oppuers),
- Franciaország (Christian Pineau és Maurice Faure),
- Hollandia (Joseph Luns és J. Linthorst Homan),
- Luxemburg (Joseph Bech és Lambert Schaus),
- Németország (Konrad Adenauer és Walter Hallstein),
- Olaszország (Antonio Segni és Gaetano Martino).